# United 24

Logo de United24

United24 (en ucraniano: Об'єднані24) es una plataforma del Gobierno de Ucrania  lanzada el dia 5 de mayo de 2022  para recaudar dinero para Ucrania en la guerra ruso-ucraniana.

## Historia
El 3 de mayo de 2022, el Primer Ministro de Ucrania, Denís Shmihal, anunció que pronto se lanzaría una plataforma para la recaudación de fondos en apoyo de Ucrania:

Todos en el mundo pueden hacer una donación y ayudar a Ucrania a luchar por nuestra libertad. Queremos unir al mundo en torno al apoyo de nuestro estado. Gente corriente, fundaciones benéficas, empresas internacionales, líderes de opinión de todo el mundo. La creación de la plataforma también es necesaria para demostrar la máxima transparencia y apertura en el uso de los fondos recaudados: dónde y a quién se dirigen.

— Denís Shmihal, Primer Ministro de Ucrania

El 5 de mayo de 2022, el presidente de Ucrania, Volodímir Zelenski, anunció el lanzamiento de la iniciativa United24, cuyo primer componente es una plataforma online para recaudar fondos para apoyar al Estado. Los fondos recaudados se distribuyen en tres áreas: defensa y desminado, asistencia humanitaria y médica y reconstrucción de Ucrania.
Todos los fondos se transfieren a las cuentas del Banco Nacional de Ucrania y se asignan a los ministerios pertinentes: el Ministerio de Defensa de Ucrania, el Ministerio de Salud de Ucrania y el Ministerio de Infraestructura de Ucrania. Los informes en la plataforma se actualizan diariamente.
Con respecto a la deducibilidad fiscal de las donaciones a United 24, ante la pregunta "¿LAS DONACIONES SON DEDUCIBLES DE IMPUESTOS" se respondió "UNITED24 no es una ONG, pero puede colaborar con ONG internacionales. El socio oficial de UNITED24 en Estados Unidos es la Fundación Ukraine House DC, una organización sin fines de lucro registrada 501(c)3 (EIN 872080907). Las donaciones para Medical Aid and Rebuild Ukraine son deducibles de impuestos según las regulaciones del IRS en toda su extensión".
En julio de 2022, United24 anunció que había recaudado 166 millones de dólares en donaciones desde la creación de la iniciativa. En mayo de 2023, la plataforma había recaudado más de 325 millones de dólares.  En mayo de 2023, la plataforma había recaudado más de 325 millones de dólares. En noviembre de 2023, las donaciones de United24 alcanzaron los 500 millones de dólares.
El FK Shajtar Donetsk se asoció con United24 para la iniciativa "Contribuya a Ucrania" en agosto de 2022. El presidente Zelenskyy se reunió con los embajadores del proyecto en agosto para discutir la creación de un nuevo programa juvenil para United24.

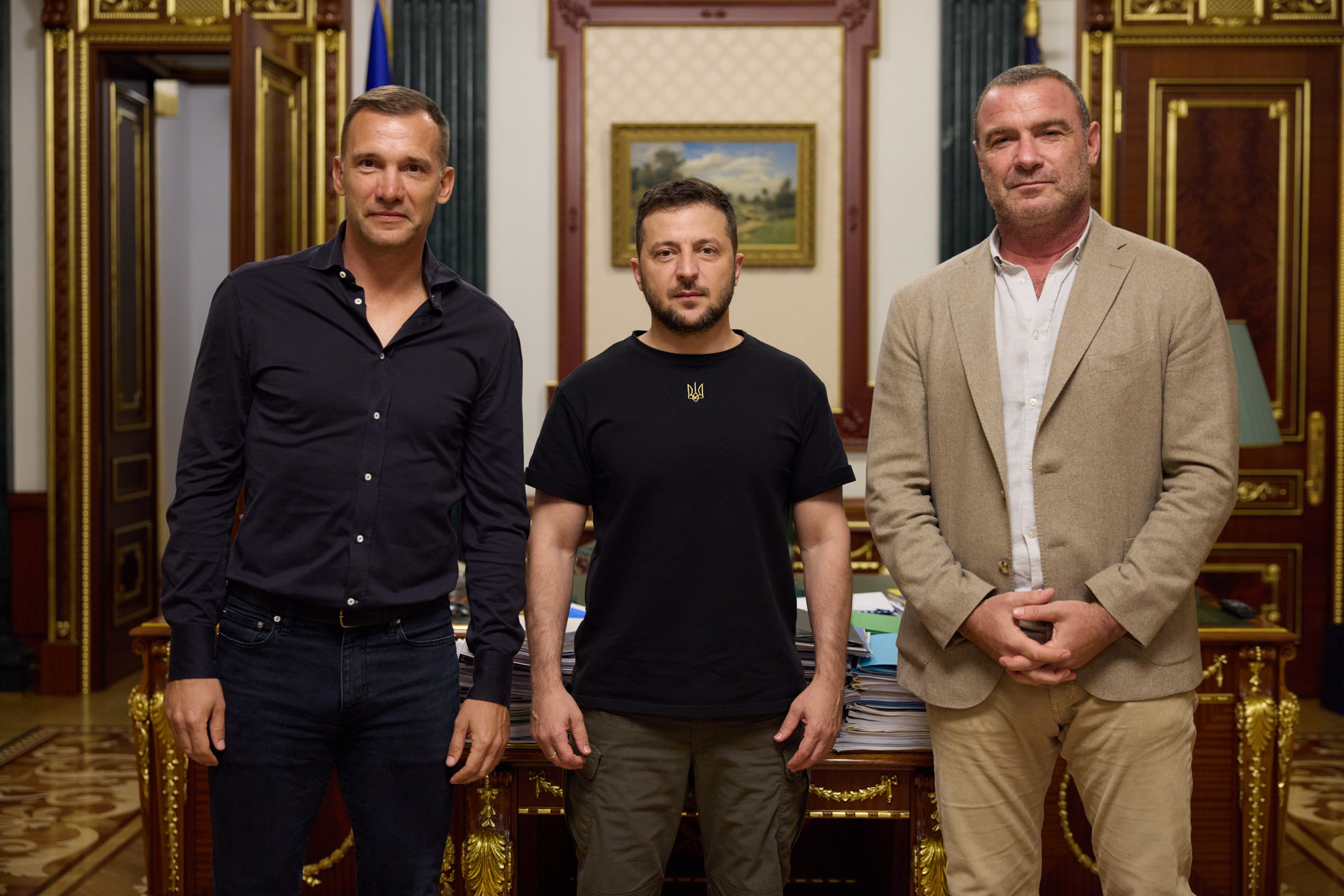
Reunión del Presidente de Ucrania Volodímir Zelenski (centro) con los embajadores de United24 Andriy Shevchenko (izquieda) y Liev Schreiber (derecha), Agosto 2022

## Embajadores
| Nombre              | Profesión                                                                                         | Nacionalidad           | Rol                | Desde                    | Referencias   |
| ------------------- | ------------------------------------------------------------------------------------------------- | ---------------------- | ------------------ | ------------------------ | ------------- |
| Andriy Shevchenko   | Futbolista y entrenador de futbol                                                                 | Ucraniana              | Primer Embajador   | 18 de mayo de 2022       | [ 12 ] [ 13 ] |
| Elina Svitolina     | Jugadora de Tenis                                                                                 | Ucraniana              | Segunda Embajadora | 7 de junio de 2022       | [ 14 ]        |
| Imagine Dragons     | Banda de Rock Pop                                                                                 | Estadounidense         | Embajadores        | 25 de julio de 2022      | [ 15 ]        |
| Liev Schreiber      | Actor                                                                                             | Estadounidense         | Embajador          | Julio 2022               | [ 16 ]        |
| Demna Gvasalia      | Diseñador de moda                                                                                 | Georgiano              | Embajador          | Julio de 2022            | [ 16 ]        |
| Barbra Streisand    | Cantante y actriz                                                                                 | Estadounidense         | Embajadora         | 22 de septiembre de 2022 | [ 17 ]        |
| Mark Hamill         | Actor                                                                                             | Estadounidense         | Embajador          | 29 de septiembre de 2022 | [ 18 ]        |
| Scott Kelly         | astronauta                                                                                        | Estadounidense         | Embajador          | 27 de octubre de 2022    | [ 19 ]        |
| Timothy Snyder      | Historiador                                                                                       | Estadounidense         | Embajador          | 2 de noviembre de 2022   | [ 20 ] [ 21 ] |
| Natus Vincere       | Equipo de Deportes electrónicos                                                                   | Ucraniana              | Socios             | 18 de noviembre de 2022  | [ 22 ]        |
| Brad Paisley        | Cantante                                                                                          | Estadounidense         | Embajador          | 24 de noviembre de 2022  |               |
| Michel Hazanavicius | Director, Actor y Guionista                                                                       | Francés                | Embajador          | 2 de febrero de 2023     | [ 23 ] [ 24 ] |
| Katheryn Winnick    | Actriz                                                                                            | Canadiense             | Embajadora         | 1 de mayo de 2023        | [ 25 ]        |
| Bear Grylls         | Aventurero profesional, experto en supervivencia, escritor, presentador de televisión y exmilitar | Británico              | Embajador          | 29 de marzo de 2023      | [ 26 ] [ 27 ] |
| Edvard Moser        | Neurocientífico y Psicólogo                                                                       | Noruego                | Embajador          | 29 de marzo de 2023      | [ 28 ]        |
| May-Britt Moser     | Neurocientífica y Psicóloga                                                                       | Noruega                | Embajadora         | 29 de marzo de 2023      | [ 28 ]        |
| Richard Branson     | Multimillonario empresario                                                                        | Británico              | Embajador          | 10 de abril de 2023      | [ 29 ] [ 30 ] |
| Paul Nurse          | Bioquímico y ganador del Premio Nobel de Fisiología o Medicina del 2001.                          | Británico              | Embajador          | 5 de mayo de 2023        | [ 31 ]        |
| Ivanna Sakhno       | Actriz                                                                                            | Ucraniana              | Embajadora         | 5 de mayo de 2023        | [ 32 ]        |
| Oleksandr Zinchenko | Futbolista                                                                                        | Ucraniano              | Embajador          | 30 de mayo de 2023       | [ 33 ] [ 34 ] |
| Misha Collins       | Actor                                                                                             | Estadounidense         | Embajador          | 31 de mayo de 2023       | [ 35 ]        |
| José Andrés         | Cocinero y empresario                                                                             | Español/estadounidense | Embajador          | 17 de septiembre de 2023 | [ 36 ] [ 37 ] |
| Mark Strong         | Actor                                                                                             | Británico              | Embajador          | 27 de septiembre de 2023 | [ 38 ]        |

## Reconstrucciones y Donaciones
En octubre de 2023, United24 completó la reconstrucción de su decimonoveno puente, con un puente en el Óblast de Mykolaiv sobre el río Inhulets. Este puente se construyó con la ayuda del donante AWT Baviera y militares del Servicio Estatal de Transporte Especial.
United24 ha financiado bienes relacionados con la medicina, incluidas ambulancias blindadas Gurkha; United24 ha encargado 13 de ellos.
También en octubre, United24 estaba emprendiendo la reconstrucción de 18 bloques de apartamentos en Kiev, utilizando un sistema de modelado 3D para proporcionar a los donantes información sobre las obras de reconstrucción.
Reconstrucción de escuelas, incluida una en Marianivka, Óblast de Kiev.